# Hvitträsk
Hvitträsk ist eine Museumsvilla in Finnland.

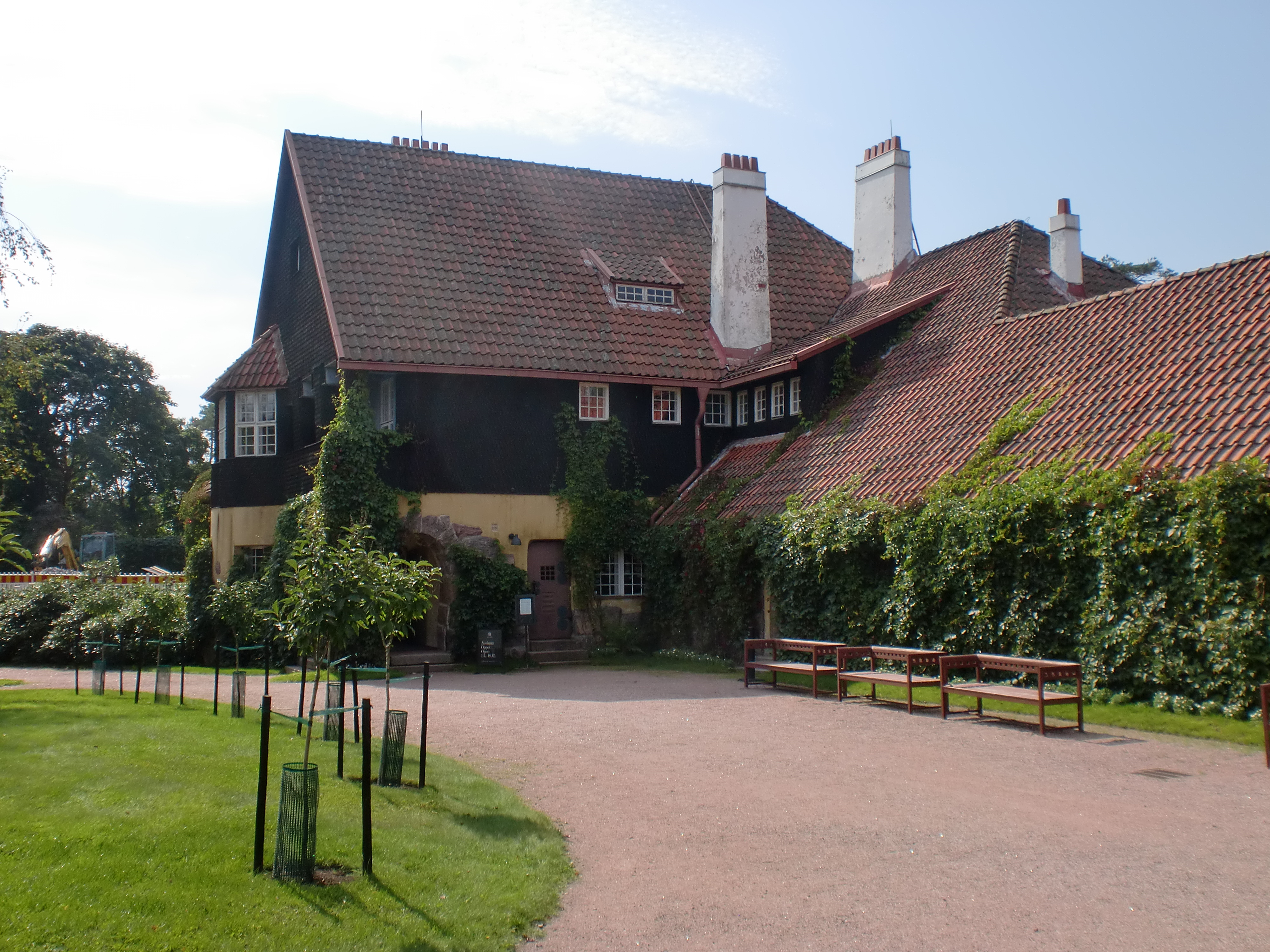
Hvitträsk Hauptgebäude Südflügel

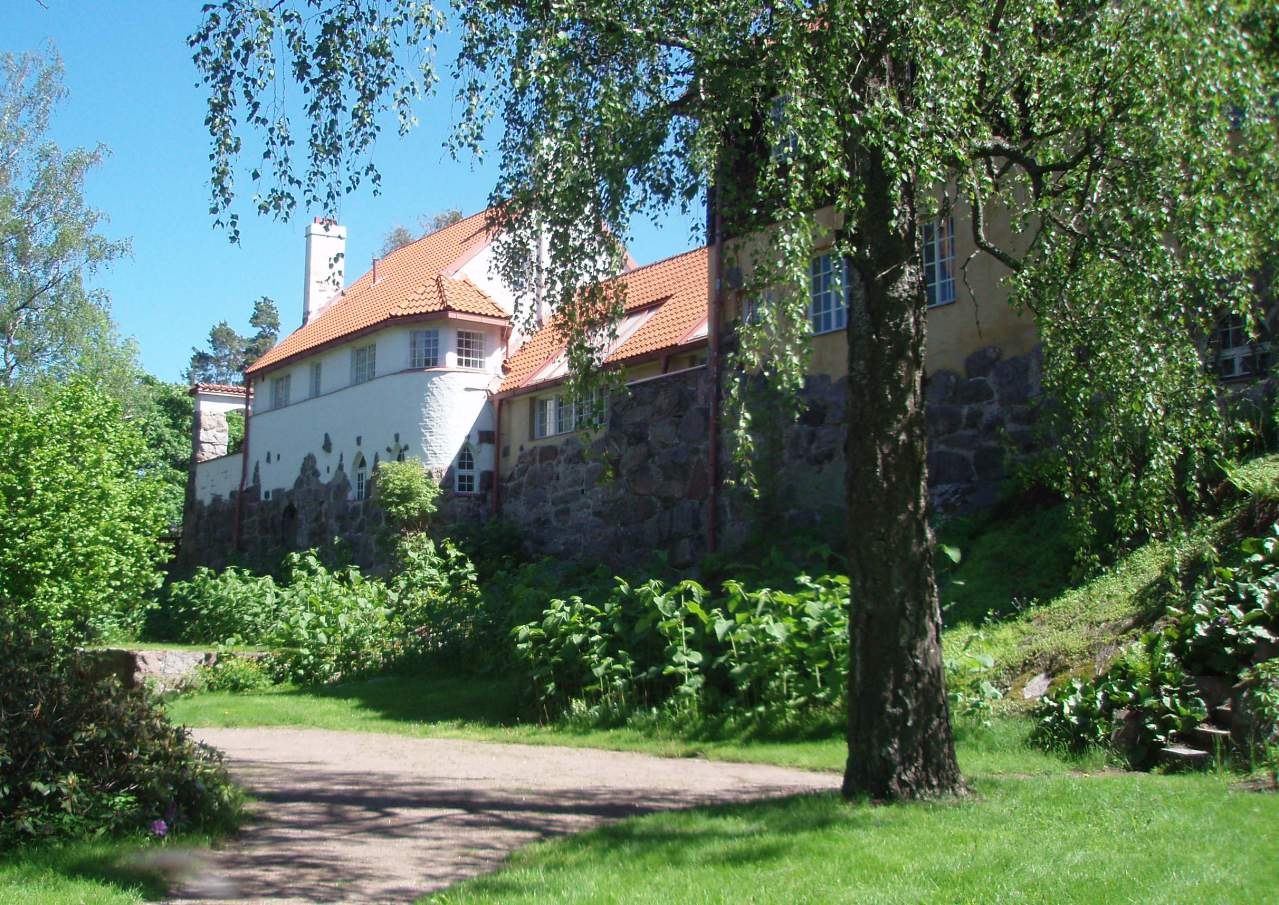
Hvitträsk Hauptgebäude Nordflügel

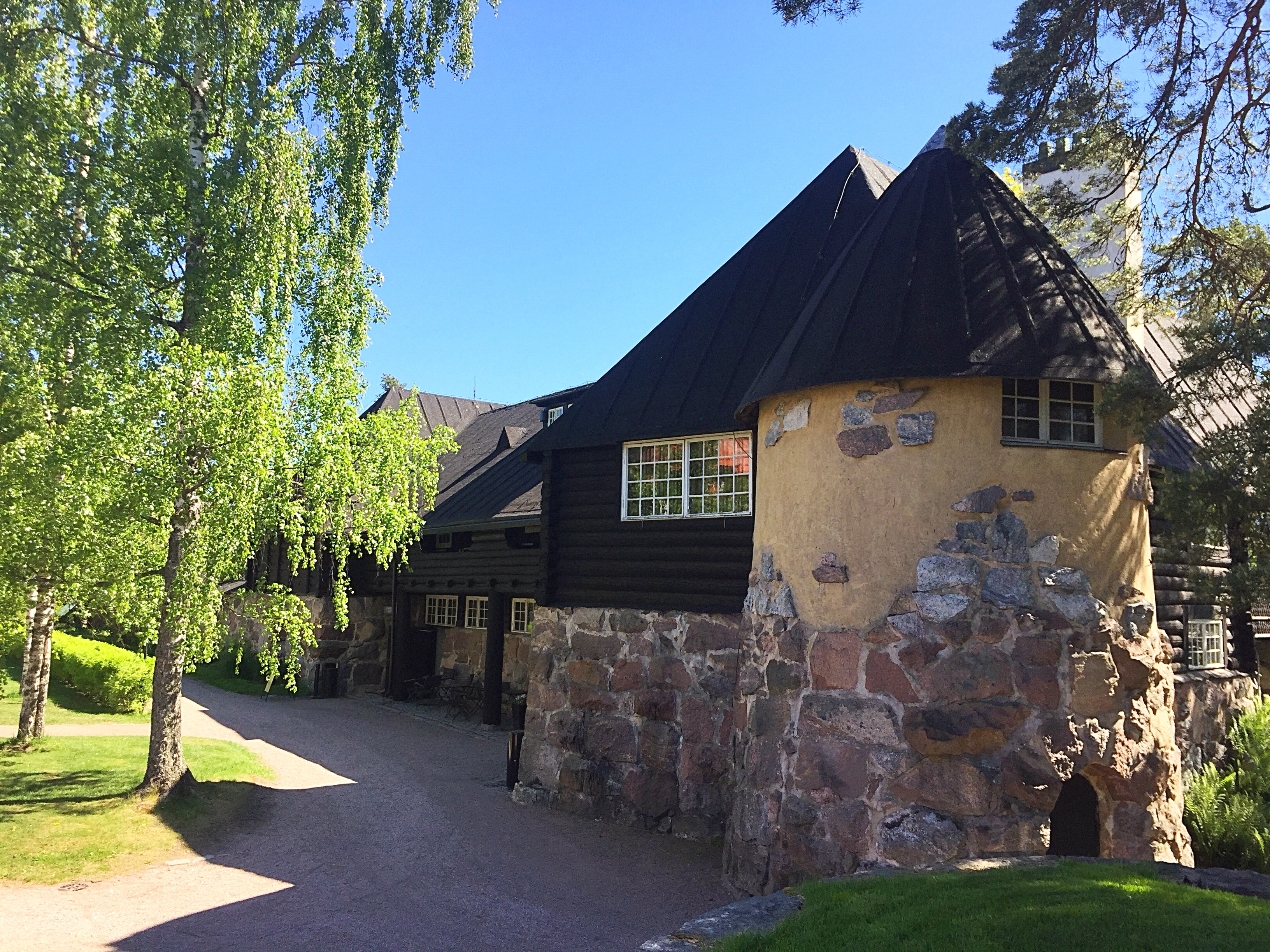
Hvitträsk Schwarze Villa

## Geschichte
1886 gründeten Eliel Saarinen, Herman Gesellius und Armas Lindgren noch als Studenten ein Architekturbüro in Helsinki. 1898 bekamen sie den Auftrag, den finnischen Pavillon für die Weltausstellung 1900 in Paris zu entwerfen. Das brachte ihnen Anerkennung in  Europa und  neue Aufträge.
1901 beschlossen die Architekten, aufs Land zu ziehen. Sie kauften ein 16 ha großes Grundstück am See Vitträsk in der Gemeinde Kirkkonummi. Sie wollten sich von der Natur und dem Blick auf den See inspirieren lassen. Jeder Architekt entwarf sein eigenes Haus. Die Bauarbeiten endeten 1903. Alle Gebäude sind aus Blockbohlen und Granit.
Das Hauptgebäude besteht aus zwei Flügeln, dem Nordflügel, in dem Armas Lindgren wohnte, und der Südflügel, das Zuhause von Eliel Saarinen. Herman Gesellius lebte in einer kleinen schwarzen Villa auf der anderen Seite des Hofes.
Der Nordflügel des Hauptgebäudes wurde 1922 durch einen Brand zerstört, aber in den 1930er-Jahren im damals modernen Stil nach dem Entwurf von Saarinens Sohn Eero wieder aufgebaut. Heute befinden sich hier Konferenzräume.
Die schwarze Villa wird als Restaurant und Café genutzt.
Der Südflügel des Hauptgebäudes dient heute als Museum. Saarinens Haus ist auf allen Ebenen eine architektonische Einheit. Die Möbel sind vom Architekten selbst entworfen. Sie wurden in der Möbeltischlerei Boman in Turku angefertigt. Die Lampen sind von der Textilkünstlerin und Bildhauerin Loja Saarinen, sie war die Ehefrau von Eliel Saarinen und die Schwester von Herman Gessellius. Auch die Rya-Teppiche hat der Architekt selbst entworfen, bis auf einen, der ein Geschenk von Akseli Gallén-Kallela war. Die Kupferarbeiten stammen aus der Kunstschmiede Eric Ehrström. Die Kacheln der Kachelöfen sind handgearbeitet aus der Fabrik von Wilhelm Andstén in Helsinki. So wurde Hvitträsk zu einem Gesamtkunstwerk von Architekten, Malern, Bildhauern, Keramikern und Kunstschmieden.
Armas Lindgren war auch Direktor der kunstindustriellen Hochschule und Lehrer an der Technischen Hochschule in Helsinki. Deshalb beschloss er, nach Helsinki zurückzuziehen. Herman Gesellius starb 1916. Saarinen kaufte danach das gesamte Anwesen. Bis 1923 wohnte die Familie ständig in Hvitträsk. Nachdem Saarinen den zweiten Preis im Wettbewerb für den Chicago Tribune Tower gewonnen hatte, wanderte er mit seiner Familie in die USA aus.
1949 verkaufte Saarinen das Anwesen an das Ehepaar Anelma und Rainer Vuorio. Zwanzig Jahre später übernahm die Salomon Wuorio Stiftung Hvitträsk und eröffnete 1971 das Museum. Seit 1981 ist Hvitträsk Eigentum des finnischen Staates.
Eliel Saarinen, seine Frau Loja und Herman Gesellius sind im Wald von Hvitträsk begraben.